# دهستان محمدآباد (مرودشت)
دهستان محمدآباد (مرودشت) نام دهستانی در بخش مرکزی شهرستان مرودشت، استان فارس در ایران است. براساس سرشماری مرکز آمار ایران در سال ۱۳۸۵، جمعیت آن ۸۷۵۸ نفر (۲۱۵۰ خانوار) بوده‌است.